# Muziris epigynatus
Muziris epigynatus is een spinnensoort in de taxonomische indeling van de springspinnen (Salticidae).
Het dier behoort tot het geslacht Muziris. De wetenschappelijke naam van de soort werd voor het eerst geldig gepubliceerd in 1911 door Embrik Strand.